# Laurie Duff
Pas d'image ? Cliquez ici

a Compétitions nationales et continentales officielles uniquement.

b Matchs officiels uniquement.
Peter Laurence Duff dit Laurie Duff, né le 12 novembre 1912 et mort le 6 novembre 2002, est un joueur de rugby à XV qui a évolué au poste de troisième ligne centre pour l'équipe d'Écosse de 1936 à 1939.

## Biographie
Laurie Duff a eu sa première cape internationale à l'âge de 23 ans le 1er février 1936, à l'occasion d'un match contre l'équipe du pays de Galles. Il joue trois matchs avec l'équipe d'Écosse qui remporte la triple couronne en 1938. Laurie Duff connaît sa dernière cape internationale à l'âge de 26 ans le 4 février 1939, à l'occasion d'un match contre le pays de Galles. Laurie Duff a disputé deux test matchs avec les Lions britanniques, en 1938 en Afrique du Sud. Il inscrit deux essais lors du match gagné contre l'équipe d'Afrique du Sud avec les Lions.

## Statistiques

### En équipe nationale
- 6 sélections avec l'équipe d'Écosse
- Sélections par année : 2 en 1936, 3 en 1938, 1 en 1939.
- Tournois britanniques de rugby à XV disputés : 1936, 1938, 1939.

### Avec les Lions britanniques
- 2 sélections.
- 6 points (2 essais)